# بزق
البُزُق (أو الغلما) هي آلة موسيقية وترية خشبية تشبه العود ذات عنق طويل وجسم أصغر من العود. وكانت تسمى عند العرب قديما باسم «الطنبور». آلة البزق شبيهة بالساز التركي والبوزوكي اليوناني لكنها تختلف عنهم. تعتبر آلة البزق إحدى الآلات الموسيقية الرئيسية التي ركز الأخوان رحباني استخدامهما عليها. آلة البزق لا تعتبر آلة تقليدية في الموسيقى العربية أو الموسيقى التركية لكنها تدخل ضمن آلات الموسيقا السريانية في سوريا ولبنان من أهم أعلامها الموسيقار علي معلا الدركشلي وأيضاً العازف السوري يعرب جبيل.

## تاريخ
أصل البزق يعود إلى الهند، حيث انتقلت عبر هجرات الكراشيين إلى اليونان وإسبانيا قبل الميلاد، ثم وصلت إلى تركيا وانتشرت في البلدان المجاورة، حيث برع في عزفها السريان والعرب واليونانيون والفرس. تتمتع البزق بقدرة على إنتاج ألحان مميزة وقوية، وتُستخدم في سوريا ومصر ولبنان وتركيا واليونان وإيران. ورغم تشابهها مع العود، إلا أنها غالبًا ما تُعزف بشكل منفرد. من أشهر عازفي البزق محمد عارف الجزراوي وأمير البزق محمد عبد الكريم.

## أشهر مقطوعات البزق
تعتبر آلة البزق جزءًا من التراث الموسيقي للعديد من الثقافات، وقد أبدع عازفوها في تقديم مقطوعات شهيرة لا تزال تُسمع حتى اليوم. من أبرز هذه المقطوعات:
- لونغا رياض: مقطوعة شهيرة من تأليف الموسيقار رياض السنباطي، التي تعكس براعة العزف على البزق في الموسيقى العربية.
- تقاسيم بُزُق: سلسلة من التقاسيم التي يؤديها عازفون مثل محمد عبد الكريم، والتي تبرز القدرات التعبيرية الكبيرة لهذه الآلة.
- سماعي بيات: مقطوعة تقليدية تعزف على البزق، مشهورة في الموسيقى الشرقية، وتظهر تمازج البزق مع الإيقاعات التقليدية.
- راقصة الغجر: مقطوعة تُنسب إلى الموسيقيين الغجر، وهي تعكس الروح الحماسية والتعبيرية للبزق في الأداء الغجري.
- لونغا نهاوند: من الأعمال التقليدية التي تُعزف على البزق، وتُظهر تنوع الأساليب الموسيقية التي يمكن لهذه الآلة أن تؤديها.

هذه المقطوعات تعد جزءًا من التراث الموسيقي الذي يظهر جماليات البزق وقدرته على التعبير عن مختلف المشاعر والألحان.